# Konrád z Hohenlohe-Waldenburg-Schillingsfürstu
Konrád Maria Eusebius princ z Hohenlohe-Waldenburg-Schillingsfürstu (německy Konrad Maria Eusebius Princ zu Hohenlohe-Waldenburg-Schillingsfürst, 16. prosinec 1863 Vídeň – 21. prosinec 1918 Kammern im Liesingtal, Štýrsko) byl rakouský šlechtic a politik. Původně působil ve státní správě, mimo jiné několik let v Čechách, v roce 1906 krátce ministerský předseda Předlitavska (vláda Konrada Hohenloheho). Nejdéle zastával úřad místodržitele v Terstu (1904–1915). Za první světové války byl znovu členem vlády jako ministr vnitra (1915–1916). Před zánikem monarchie byl nejvyšším hofmistrem císaře Karla I.

## Biografie

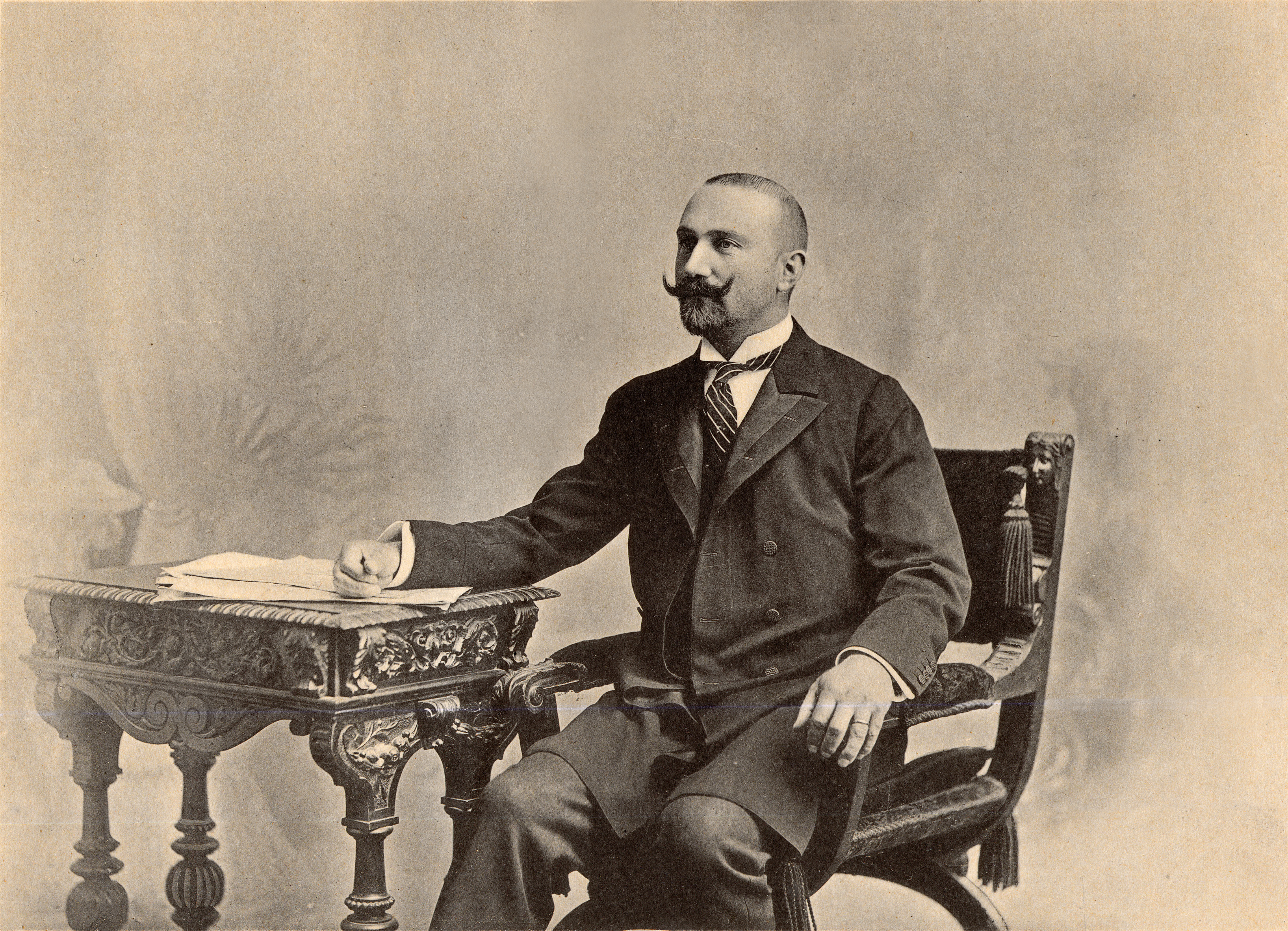
Princ Konrad Hohenlohe (1903)

Pocházel z významné německé rodiny Hohenlohe, patřil k linii Hohenlohe-Waldenburg-Schillingsfürst, která se usadila v habsburské monarchii. Narodil se ve Vídni jako druhorozený syn c. k. generála kavalerie a císařského nejvyššího hofmistra prince Konstantina Hohenlohe (1828–1896), matka Marie Paulina (1837–1920) náležela k německé knížecí rodině Sayn-Wittgenstein. Konrad po maturitě na Skotském gymnáziu studoval práva na Vídeňské univerzitě (1883–1887). Od roku 1888 působil jako státní úředník, nejprve u zemské vlády v Salcburku, v roce 1889 přešel na české místodržitelství a v letech 1890–1892 byl okresním komisařem v Praze na Smíchově. Po roce 1892 působil na ministerstvu vnitra ve Vídni a v letech 1894–1898 byl okresním hejtmanem v Teplicích. Již v této době byl známý pro své demokratické postoje a díky zájmu o problematiku sociálního postavení dělníků dostal přezdívku rudý princ. S titulem místodržitelského rady byl od roku 1898 znovu na ministerstvu vnitra a od roku 1900 působil u místodržitelství ve Štýrském Hradci. V roce 1902 obdržel titul dvorního rady a v letech 1903–1904 byl zemským prezidentem v Bukovině. V letech 1904–1906 byl místodržitelem v Terstu a v roce 1905 byl jmenován c. k. tajným radou.
Po předchozím úspěšném působení ve státních úřadech byl 2. května 1906 jmenován rakouským ministerským předsedou, zároveň vedl ministerstvo vnitra. Nepodařilo se mu prosadit volební reformu a odstoupil z funkce již 29. května, formálně byl zproštěn úřadu 2. června. Vrátil se do Terstu, kde znovu až do roku 1915 zastával úřad místodržitele. Na začátku první světové války se vrátil do Vídně, kde byl v únoru 1915 jmenován prezidentem Nejvyššího účetního dvora. V hodnosti rytmistra rakouské zeměbrany se na jaře 1915 zúčastnil tažení na ruské frontě, později byl povýšen na majora. Ve Stürgkhově kabinetu se stal znovu členem vlády a od listopadu 1915 do října 1916 byl rakouským ministrem vnitra. Po odchodu z vlády byl jmenován doživotním členem rakouské panské sněmovny (1916). Svou kariéru završil funkcí nejvyššího hofmistra císařského dvora, kterou zastával od února 1917 do května 1918. 

## Rodina
V roce 1888 se ve Vídni oženil s hraběnkou Františkou Schönborn-Buchheimovou (1866–1937) z německé šlechtické rodiny usazené v Čechách. Tímto sňatkem se stal mimo jiné švagrem knížete Maxmiliána Egona Fürstenberga nebo vzdáleného příbuzného prince Gottfrieda Hohenlohe z linie Hohenlohe-Langenburg. Z jejich manželství pocházelo šest dětí, čtyři synové a dvě dcery. Mladší dcera Františka (1897–1989) se v roce 1917 provdala za arcivévodu Maxmiliána (1895–1952), mladšího bratra císaře Karla I.
Konradův mladší bratr Gottfried (1867–1932) sloužil v rakouské armádě, zároveň byl diplomatem a v letech 1914–1918 posledním rakousko-uherským velvyslancem v Německu.

## Tituly a ocenění
Jako příslušník knížecího rodu užíval od narození titul prince s nárokem na oslovení Jasnost (Seine Durchlaucht). V roce 1887 byl jmenován c. k. komořím a jako místodržitel v Terstu obdržel v roce 1905 titul c. k. tajného rady. Za svou kariéru obdržel řadu vyznamenání v Rakousku-Uhersku i od zahraničních panovníků, v roce 1917 byl jmenován rytířem prestižního Řádu zlatého rouna. Během aktivní služby na východní frontě za první světové války získal i několik válečných ocenění. Vzhledem ke svému dlouholetému působení ve státní správě na různých místech získal čestné občanství v řadě měst. Čestným občanem byl v  Čechách (Teplice, Duchcov, Hrob), v Bukovině (Sučava, Kimpolung, Radautz, Kicmaň) a v Rakouském přímoří (Kastav, Monfalcone, Nabrežina, Nerežišća, Lovran)

### Rakousko-Uhersko
- velkokříž Řádu sv. Štěpána (1918)
- Řád zlatého rouna (1917)
- velkokříž Leopoldova řádu (1908)
- Vojenský záslužný kříž III. třídy s válečnou dekorací (1915)
- Jubilejní pamětní medaile (1898)

### Zahraničí
- rytíř Řádu černé orlice (Německo)
- velkokříž Řádu červené orlice (Německo)
- Řád pruské koruny I. třídy (Německo)
- Železný kříž II. třídy (Německo)
- velkokříž Řádu sv. Alexandra (Bulharsko)
- velkokříž Královského řádu za občanské zásluhy (Bulharsko)
- velkokříž Záslužného řádu bavorské koruny (Bavorsko)
- velkokříž Řádu württemberské koruny (Württembersko)
- velkokříž Řádu Albrechtova (Sasko)